# Kommunität Imshausen
Die Kommunität Imshausen ist eine ökumenische Gemeinschaft in Imshausen bei Bebra, Hessen.
In der Gemeinschaft leben Frauen und Männer nach einer christlichen Ordensregel zusammen. Ein besonderes Anliegen der Kommunität sind die ökumenischen Kontakte zu Gemeinschaften in anderen Ländern, vor allem in Osteuropa.

## Geschichte
Die Kommunität entstand Ostern 1955, als Vera von Trott zu Solz, eine Schwester Adam von Trotts, und der Theologe Hans Eisenberg mit einer weiteren Schwester und einem Bruder ihr „Engagement“ ausgesprochen hatten. Anstöße zu diesem Schritt in die gemeinsame Verbindlichkeit kamen aus dem Kontakt zu den jungen Kommunitäten von Taizé, Frankreich, und Grandchamp, Schweiz.